# Reattore nucleare a fissione

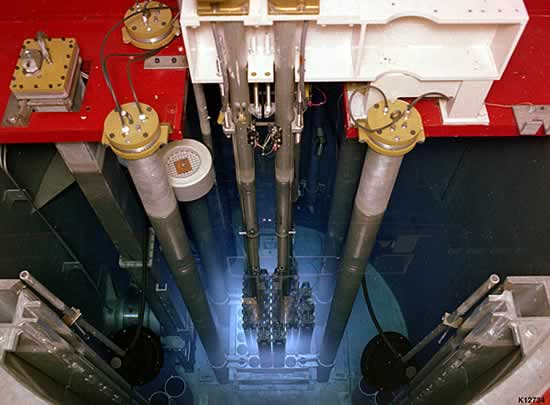
Nocciolo di un reattore a fissione nucleare nel quale si intravede la luce bluastra caratteristica dell'effetto Čerenkov.

In ingegneria nucleare un reattore a fissione nucleare è un tipo di reattore nucleare in grado di gestire una reazione di fissione nucleare a catena in maniera controllata (diversamente da quanto accade per un ordigno nucleare) a partire da materiale fissile, al fine di produrre energia elettrica grazie al calore rilasciato durante la fissione. Questo è ciò che avviene nelle centrali nucleari, che possono contenere più reattori nucleari nello stesso sito.
Esistono reattori a fissione a scopo di ricerca, in cui la potenza termica è troppo bassa per giustificare lo sfruttamento attraverso un ciclo termodinamico per la produzione elettrica, e reattori di potenza,  utilizzati dalle centrali nucleari, in cui l'energia termica prodotta dal reattore viene usata ad  esempio per vaporizzare l'acqua, la cui energia termofluidodinamica viene convertita prima in energia meccanica attraverso l'uso di turbine a vapore saturo (ciclo Rankine) e infine in energia elettrica dagli alternatori. Sono stati sperimentati e prospettati per alcuni impieghi futuri anche altri cicli termodinamici tra cui il ciclo Brayton.
Si tratta storicamente del primo tipo di reattore nucleare ideato e realizzato e della prima forma di applicazione a scopi civili dell'energia nucleare. Allo stato attuale tutti i reattori nucleari commerciali si basano sul processo di fissione nucleare, mentre quelli a fusione sono ancora nella fase di studio.

## Storia
I primi 16 reattori a fissione nucleare naturale conosciuti divennero critici (cioè "accesi"), circa 1,7 miliardi di anni fa. In Gabon nelle 3 miniere di Oklo furono trovati minerali di uranio con una concentrazione anormalmente bassa di 235U; il fenomeno è stato spiegato, anche grazie al ritrovamento di prodotti di fissione, con la presenza naturale di concentrazioni di 235U intorno al 3%, disposte in modo da costituire una massa critica e con la presenza di acqua liquida. Oggi questo non è più possibile a causa del più veloce decadimento dell'235U rispetto all'238U, la cui concentrazione è ormai ovunque molto più bassa, attorno allo 0,7%.
Storicamente invece il primo reattore nucleare di costruzione umana fu quello sperimentale-dimostrativo realizzato dall'équipe di Enrico Fermi a Chicago, nel reattore CP-1 (Chicago Pile-1) in cui il 2 dicembre 1942 si ottenne la prima reazione a catena controllata e autosostenuta. Quasi contemporaneamente venivano allestiti a Oak Ridge l'impianto pilota l'X-10 (critico nel 1943) nell'ambito del laboratorio MetLab e a Hanford il B-reactor (critico nel settembre 1944), ambedue finalizzati alla produzione di plutonio, il primo come unità pilota e il secondo per la produzione in grande scala.
Nel dicembre 1954 il reattore di Obninsk in URSS divenne critico e fu il primo reattore nucleare per uso civile; esso produceva solo 5 MW elettrici, ma fu comunque un precursore. Come i successori della filiera sovietica, era un reattore del tipo acqua-grafite in cui il raffreddamento del nocciolo veniva assicurato da acqua leggera e la moderazione dei neutroni da blocchi di grafite, ottimo conduttore del calore oltre che efficace moderatore del flusso neutronico.
Nel 1954 il reattore BORAX (Borax-I) divenne critico, ma non avendo turbine non produceva energia elettrica. Dopo l'aggiunta delle turbine e il cambio di nome a Borax-II nel 1955 questo incominciò a produrre commercialmente energia elettrica, fornendo la cittadina che lo ospitava (Arco, Idaho, USA), se pure in piccola quantità (6,4 MW). Borax, a differenza del predecessore Obninsk-1 e del successore Calder Hall, era di tipo BWR (Boiling Water Reactor, o reattore ad acqua leggera bollente) in cui il fluido di raffreddamento è acqua leggera in cambiamento di fase. Infine nel 1956 partì il primo reattore commerciale di grande potenza (50 MW), quindi economicamente significativo, quello di Calder Hall in Cumbria, Regno Unito, del tipo gas-grafite.
In Italia il primo reattore nucleare chiamato Avogadro RS-1 fu costruito a Saluggia nel 1959 da un gruppo di aziende private di cui la Fiat era capofila e comprendente anche la Montecatini; era un reattore di ricerca di tipo a piscina, fu utilizzato principalmente per scopi sperimentali e non venne mai connesso alla rete elettrica nazionale, il suo funzionamento venne arrestato nel 1971 e quindi trasformato in deposito per elementi di combustibile nucleare irraggiato
La prima centrale Italiana per la produzione di elettricità (sempre del tipo gas-grafite GEC-Magnox, acquistata dall'Inghilterra) fu quella di Latina, critica il 27 dicembre 1962 e che produceva 153 MWe (megawatt elettrici), seguita da quella del Garigliano (1963), del tipo BWR General Electric a ciclo duale, da 150 MWe e da quella di Trino Vercellese (1964), del tipo PWR Westinghouse, da 260 MWe.
L'IAEA al 31 dicembre 2009 elencava nel mondo 443 reattori nucleari a fissione in attività e 56 in costruzione destinati alla produzione di energia, soprattutto in oriente (Cina, India, Russia, Korea), mentre altri 142 sono pianificati e 327 proposti.

## Descrizione

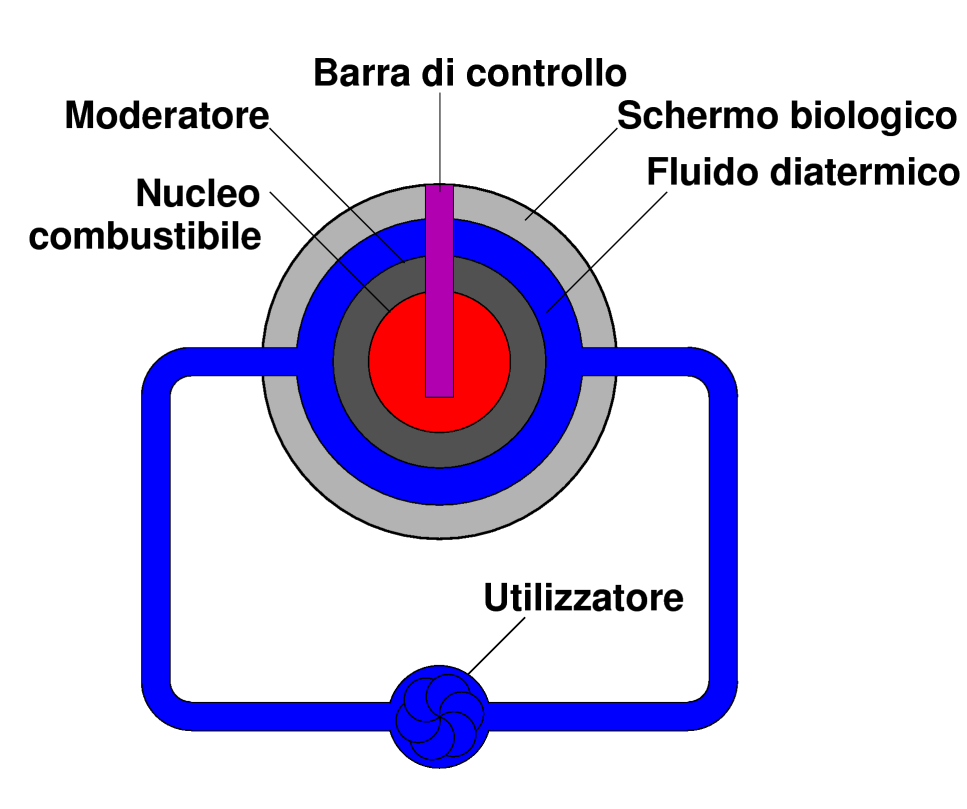
Schema di un reattore nucleare.

Fondamentalmente a livello logico-funzionale un reattore nucleare non è altro che una tecnologia ideata e sviluppata per sfruttare, a fini energetici, la reazione di fissione nucleare da parte di un combustibile nucleare in maniera controllata, garantendo cioè determinati livelli o standard di sicurezza.
La sorgente di energia del reattore è dunque il combustibile presente nel nocciolo o nucleo del reattore, composto da materiale fissile (tipicamente una miscela di 235U e 238U), arricchita fino al 5% in 235U. È poi possibile utilizzare il combustibile MOX che è una miscela di ossidi di uranio e plutonio, oppure uranio naturale. Per il secondo combustibile si devono operare modifiche nel reattore, mentre per l'uranio naturale si devono utilizzare reattori che utilizzano come moderatore acqua pesante o grafite.
Per rallentare i neutroni e termalizzarli cioè rallentarli fino a un'energia cinetica inferiore all'eV e aumentare così la probabilità di fissionare il combustibile, secondo la fisica stessa della reazione, è necessario utilizzare un moderatore.
La fissione del nucleo del combustibile genera energia, principalmente sotto forma di energia cinetica dei frammenti della fissione e di raggi gamma. I frammenti di fissione rallentando nel combustibile generano calore che viene asportato da un fluido refrigerante termovettore (gassoso o liquido, o che subisce un cambio di fase nel processo) che lo trasporta a un utilizzatore, direttamente o indirettamente per mezzo di generatori di vapore, quasi sempre un gruppo turbo-alternatore per la produzione di energia elettrica nella parte termoelettrica della centrale nucleare. Il termovettore refrigerante può anche essere il moderatore stesso, come avviene nel caso dei reattori ad acqua leggera.
Il reattore raggiunge la cosiddetta condizione di criticità ovvero possiede una massa critica tale che la reazione di fissione a catena possa sostenersi stabilmente in maniera autonoma.
Il reattore dispone anche delle cosiddette barre di controllo cioè barre metalliche (in genere leghe di argento, cadmio e indio o carburi di boro) atte ad assorbire i neutroni in eccesso liberati dalla reazione che a loro volta alimentano; possono essere inserite nel nocciolo e servono a modulare in funzione della potenza energetica da generare, a tenere sotto controllo ed eventualmente arrestare la reazione a catena di fissione in caso di criticità. Questo evita ad esempio che la reazione diventi incontrollata con la liberazione di enormi quantitativi di energia che possano condurre alla cosiddetta fusione del nocciolo (parziale o totale) per temperature elevatissime, al successivo cedimento dei vari strati di contenimento del reattore incapaci di resistere meccanicamente a questi livelli di temperatura con dispersione nell'ambiente del materiale radioattivo, e/o alla produzione di gas esplosivi come l'idrogeno con conseguente possibile esplosione del reattore stesso e gravissime conseguenze sulla sicurezza pubblica per diffusione diretta di grandi quantità di materiale altamente radioattivo e livelli di radiazione altrettanto nocivi (si veda incidente nucleare).
Spesso anche a reattore arrestato deve continuare l'afflusso del fluido termovettore refrigerante per abbassare la temperatura del reattore e continuare a dissipare il calore residuo prodotto dalla radioattività del materiale combustibile evitando ancora una volta i problemi di surriscaldamento sopracitati.
A ogni modo nello specifico ogni tipo di reattore possiede, in base alla sua progettazione e realizzazione, le sue caratteristiche in termini di sicurezza (tipicamente un reattore possiede uno o più strati esterni di contenimento), costi ed efficienza.
Il consumo progressivo del combustibile nucleare nel nocciolo comporta la formazione di materiale di scarto detto anche residuo o prodotto di fissione non più utile alla fissione stessa e a sua volta radioattivo (le ben note scorie nucleari) e che quindi deve essere in qualche modo periodicamente rimosso dal reattore e successivamente custodito per migliaia di anni.

## Classificazione
Il "Power Reactor Information System" (PRIS) e l'"Advanced Reactors Information System" (ARIS), dell'Agenzia internazionale per l'energia atomica (AIEA/IAEA), classificano i reattori nucleari di potenza in diversi tipi ("type") e modelli ("model"), riportati nelle tabelle seguenti:
| Tipi   | Tipi                                                      | Modelli                                                                                               | Reattori  | Reattori    | Reattori |
| Sigla  | Nome completo                                             | Modelli                                                                                               | Operativi | Costruzione | Spenti   |
| ------ | --------------------------------------------------------- | --- | --------- | ----------- | -------- |
| BWR    | Boiling Light-Water Cooled and Moderated Reactor          | AA-III BWR-25, ABWR, BWR-1, BWR-2, BWR-3, BWR-4, BWR-5, BWR-72, ESBWR                                 | 75        | 4           | 40       |
| FBR    | Fast Breeder Reactor                                      | BN-20/-350/-600/-800/-1200, Liquid Metal FBR, Na-1200, PH-250, prototype                              | 3         | 1           | 8        |
| GCR    | Gas Cooled, Graphite Moderated Reactor                    | AGR, MAGNOX, UNGG                                                                                     | 14        |             | 38       |
| HTGR   | High Temperature Gas Cooled Reactor                       | HTR-PM, Pebble bed reactor prototype, Pebble bed reactor                                              |           | 1           | 4        |
| HWGCR  | Heavy-Water Moderated, Gas Cooled Reactor                 | HWGCR: 2-loops, KS 150, MONTS-D'ARREE, pressure tube reactor                                          |           |             | 4        |
| HWLWR  | Heavy-Water Moderated, Boiling Light-Water Cooled Reactor | ATR, HW BLWR 250                                                                                      |           |             | 2        |
| LWGR   | Light-Water Cooled, Graphite Moderated Reactor            | AM-1, AMB-100/-200, EGP-6, RBMK-1000/-1500                                                            | 15        |             | 9        |
| PHWR   | Pressurized Heavy-Water Moderated and Cooled Reactor      | CANDU, Horizontal Pressure Tube type, PHWR-700, PHWR KWU                                              | 49        | 4           | 8        |
| PWR    | Pressurized Light-Water Moderated and Cooled Reactor      | | 297       | 47          | 50       |
| SGHWR  | Steam Generating Heavy-Water Reactor                      | |           |             | 1        |
| X      | Other                                                     | LMGMR (SGR- Sodium cooled graphite moderated reactor), OCM (Organically Cooled and Moderated Reactor) |           |             | 2        |
| TOTALE | TOTALE                                                    | TOTALE                                                                                                | 453       | 57          | 166      |

| Tipi          | Tipi                                                 | Modelli                              | Reattori  | Reattori    | Reattori |
| Sigla         | Nome completo                                        | Modelli                              | Operativi | Costruzione | Progetto |
| ------------- | ---------------------------------------------------- | ------------------------------------ | --------- | ----------- | -------- |
| BWR           | Boiling Light-Water Cooled and Moderated Reactor     | ABWR, ABWR-II, ESBWR, KERENA, RMWR   |           |             |          |
| GCR           | Gas Cooled Graphite Moderated Reactor                | VHTR (IV-Gen)                        |           |             |          |
| GFR (IV-Gen)  | Gas Cooled Fast Reactor                              |                                      |           |             |          |
| HWR           | Heavy-Water Reactor                                  |                                      |           |             |          |
| iPWR          | Integral Pressurized Water Reactor                   |                                      |           |             |          |
| LFR (IV-Gen)  | Lead Cooled Fast Reactor                             |                                      |           |             |          |
| MSR (IV-Gen)  | Molten Salt Reactor                                  |                                      |           |             |          |
| PWR           | Pressurized Light-Water Moderated and Cooled Reactor | AP1000, APR-1400, EPR, KLT-40S, VVER |           |             |          |
| SCWR (IV-Gen) | Supercritical Water Cooled Reactor                   |                                      |           |             |          |
| SFR (IV-Gen)  | Sodium Cooled Fast Reactor                           |                                      |           |             |          |

## Reattori di I e II generazione

### Descrizione e caratteristiche
I reattori cosiddetti "provati" sono quelli di cui è stata verificata la stabilità operativa per usi civili commerciali. Oggi sono conosciuti vari tipi di reattore nucleare, generalmente classificati in base al tipo di combustibile utilizzato, al sistema di raffreddamento/generazione vapore e al tipo di moderatore. I primi modelli, a partire dal CP-1, erano del tipo gas-grafite, poi commercialmente sviluppato in varie versioni tra cui le principali sono i reattori Magnox (Magnesium Uranium Oxide) (GEC) e RBMK. Ambedue usavano (in realtà vi sono parecchi reattori RBMK tuttora in uso, e qualche Magnox nella versione Advanced Gas Cooled Reactor) uranio arricchito come combustibile.
Il grande vantaggio dei modelli a gas è nella possibilità di utilizzare fluidi inerti come fluido refrigerante, evitando così i problemi di corrosione propri dell'acqua ad alta temperatura (che inoltre, quando irradiata, si scinde parzialmente nei componenti, generando pericoloso idrogeno nonché ossigeno libero che aggrava ulteriormente i problemi di corrosione) e nella bassa densità del refrigerante che non assorbe quindi neutroni in maniera significativa. Il problema maggiore, viceversa, sta nel relativamente basso coefficiente di scambio termico del gas, e nell'impossibilità di ottenere la moderazione dei neutroni attraverso il fluido stesso, obbligando quindi all'utilizzazione di costose (e instabili, a temperature elevate) strutture in grafite o all'utilizzo dell'acqua.
Si sono quindi affermati i modelli raffreddati (e moderati) ad acqua leggera, che sostanzialmente sono delle caldaie in cui il focolare è sostituito dall'insieme degli elementi di combustibile. Di questi esistono due modelli, o filiere: quelli in cui la vaporizzazione dell'acqua avviene a contatto degli elementi di combustibile, o comunque nello stesso recipiente che le contiene, detti di tipo BWR (Boiling Water Reactor - si vedano anche sopra i dati del Borax), che quindi inviano in turbina un vapore più o meno debolmente radioattivo, e quelli che utilizzano un circuito intermedio, per cui un fluido refrigerante (di solito ancora acqua) entra a contatto del combustibile, si scalda e, senza cambiare di fase, circola in un generatore di vapore esterno in cui cede calore ad altra acqua, che stavolta vaporizza e genera energia elettrica nel gruppo turbina-alternatore. Sono detti PWR (Pressurized Water Reactor). Il vapore che arriva in turbina in condizioni di normale funzionamento non è più radioattivo.
Vi sono stati tentativi di utilizzare combustibili meno costosi (ossia uranio non arricchito, normalmente presente in natura), e sono stati proposti due modelli di reattore simili, e studiati in parte in collaborazione: il CIRENE (CISE Reattore a Nebbia), sviluppato originariamente dal Centro Italiano Studi Esperienze dell'Enel, e il CANDU (Canada Deuterium Uranium) sviluppato dall'Atomic Energy Commission Canadese. Questi reattori, per ovviare alla relativamente debole economia neutronica dovuta a un tenore ridotto di 235U, utilizzano come fluido refrigerante e moderatore acqua pesante, che ha una bassissima sezione d'urto (ossia probabilità) di cattura dei neutroni. La differenza tra le due filiere sta nel circuito di raffreddamento, ad acqua bollente per il CIRENE (da cui il nome di reattore a nebbia), che lo qualifica come BHWR (Boiling Heavy Water Reactor), e ad acqua pressurizzata per il CANDU, che lo qualifica come PHWR (Pressurized Heavy Water Reactor). La filiera CANDU ha avuto una sua affermazione commerciale soprattutto in Canada e in paesi potenzialmente interessati alle sue capacità plutonigene (India, Argentina) mentre il progetto CIRENE è stato sospeso prima della sua conclusione, a causa della moratoria nucleare italiana, durante la realizzazione dell'impianto prototipo a Latina.
Vanno citati, tra i reattori di potenza, quelli utilizzati per la trazione. Le necessità, in questo caso, sono quelle di leggerezza e ottimo contenimento delle radiazioni: a tale scopo la filiera PWR è generalmente usata, in quanto permette di tenere turbine e generatori in zona sicura, essendo il fluido esente da radiazioni. In realtà il circuito primario è stato realizzato anche con fluidi diversi, come nel reattore italiano R.O.S.P.O. (Reattore Organico Sperimentale Potenza Zero), realizzato come prototipo prima per il mai realizzato sottomarino a propulsione nucleare Marconi e successivamente per l'altrettanto mai realizzata nave a propulsione nucleare Enrico Fermi, in cui venivano utilizzati prodotti organici cerosi, simili ai comuni oli diatermici - sempre allo scopo di ridurre le dimensioni. Malgrado i molti progetti (la nave tedesca Otto Hahn, quella americana Savannah, e altre sono state effettivamente realizzate, ma senza grande successo), la propulsione nucleare è oggi usata solo nei sottomarini militari (e alcuni di ricerca), nelle grandi portaerei e nei rompighiaccio nucleari russi. Ultimamente poi è incominciata la costruzione di alcuni reattori di potenza installati su navi apposite, per fornire energie agli impianti di perforazione artici per l'estrazione di petrolio e gas.

### Alcuni reattori di I e II generazione

#### Reattori nucleari a gas (GCR)
Sono moderati ad anidride carbonica-grafite.
I GCR, ormai in disuso, erano in grado di usare l'uranio naturale come combustibile, permettendo così ai paesi che li avevano sviluppati di produrre uranio arricchito per fabbricare plutonio e armi nucleari, senza dover dipendere dalle importazioni di altri paesi di cui, al tempo, gli unici fornitori erano solo Stati Uniti e Unione Sovietica. L'evoluzione inglese di questo tipo fu l'AGR, acronimo per advanced gas-cooled reactor (reattore avanzato raffreddato a gas) è un tipo di reattore nucleare sviluppato dalla Gran Bretagna di seconda generazione, basato sul disegno Magnox. A differenza del Magnox, il gas termovettore viene tenuto a una temperatura più elevata per aumentarne l'efficienza termica. Di conseguenza come rivestimento del combustibile viene usato acciaio inossidabile per permetterne la resistenza alle alte temperature, il che comporta la necessità di usare uranio arricchito come combustibile, non più naturale, proprio a causa del fatto che l'acciaio ha una notevole capacità di assorbire neutroni.

#### Filiera RBMK
Sono reattori moderati ad acqua-grafite.
Il moderatore è sia la grafite sia l'acqua, che fa anche da termovettore. Questa caratteristica dà al reattore un pericoloso coefficiente di vuoto positivo che genera forti escursioni di potenza, soprattutto alle basse potenze. La filiera è stata costruita solamente in paesi ex-URSS; l'incidente di Černobyl' ha coinvolto un reattore di questo tipo.

#### Filiera BWR
Sono reattori ad acqua bollente.
In questi reattori l'acqua nel vessel cambia stato ed è sia moderatore sia termovettore, passando da liquido a vapore, con un titolo medio in uscita dal nocciolo del reattore di circa il 15%. Il vapore prodotto è inviato direttamente alla turbina per la generazione elettrica, questo consente di avere un rendimento termodinamico leggermente superiore rispetto alla filiera PWR.

#### Filiera PWR
Sono reattori ad acqua in pressione.
In questi reattori l'acqua nel vessel viene mantenuta allo stato liquido aumentandone di molto la pressione. L'acqua è sia moderatore sia termovettore, per la generazione elettrica si passa però per degli scambiatori di calore, chiamati generatori di vapore. Essendoci quindi uno scambiatore termico fra la fonte di calore e la turbina, il rendimento termodinamico è leggermente inferiore rispetto alla filiera BWR.

#### Filiera HBWR
Per i reattori ad acqua pesante della classe BWR si segnala il grave problema dell'instabilità, per il loro coefficiente positivo temperatura-potenza. Attualmente non esistono modelli in funzione.

#### Filiera PHWR
Un tipo di reattore PWR di seconda generazione moderato ad acqua pesante.

## Principali tipi di reattore di III e III+ generazione

### Descrizione e caratteristiche
I reattori cosiddetti di 3ª generazione sono versioni migliorate dei reattori di 2ª generazione, di cui riprendono le caratteristiche fondamentali. Non apportano quindi sostanziali differenze concettuali di funzionamento né riguardo ai fluidi refrigeranti né al "combustibile" (se non la possibilità di arrivare a tassi di bruciamento più elevati, quindi aumentare il fattore di carico e avere all'uscita meno plutonio) e pertanto neanche si hanno miglioramenti sostanziali per quanto riguarda le scorie prodotte.
Prevedono però un approccio diverso alla filosofia di progettazione, includendo gli incidenti severi negli incidenti base di progetto. Ciò ha portato all'implementazione di ulteriori salvaguardie ingegneristiche (core catcher, sistemi di refrigerazione passivi, ecc.) che dovrebbero rendere questi nuovi tipi di impianto in grado di evitare contaminazioni esterne in caso di incidente.
Le maggiori filiere in questa generazione sono un'evoluzione dei diffusi reattori ad acqua di tipo PWR, BWR o CANDU. Attualmente sono già in esercizio 4 reattori di III generazione del tipo ABWR in Giappone, 2 EPR sono in costruzione in Europa (Francia e Finlandia) e due in Cina, 3 ABWR sono in costruzione in Giappone e Taiwan e due proposti per gli USA, 4 unità della filiera AP1000 sono state ordinate in Cina, 2 in Corea del Sud e 14 in USA.

### Filiera GCR
| Nazione     | Design                     |
| ----------- | -------------------------- |
| Stati Uniti | - Reattore nucleare GT-MHR |

### Filiera BWR
| Nazione           | Design                    |
| ----------------- | ------------------------- |
| Giappone / Svezia | - Reattore nucleare ABWR  |
| Stati Uniti       | - Reattore nucleare ESBWR |

### Filiera PWR
| Nazione            | Design                                                    |
| ------------------ | --------------------------------------------------------- |
| Francia / Germania | - Reattore nucleare EPR                                   |
| Cina               | - Reattore nucleare ACPR                                  |
| Giappone           | - Reattore nucleare APWR                                  |
| Corea del Sud      | - Reattore nucleare AP1400                                |
| Russia             | - Reattore nucleare VVER1000 - Reattore nucleare VVER1200 |
| Stati Uniti        | - Reattore nucleare AP600 - Reattore nucleare AP1000      |

### Filiera PHWR
| Nazione | Design                   |
| ------- | ------------------------ |
| Canada  | - Reattore nucleare ACR  |
| India   | - Reattore nucleare AHWR |

## Reattori sperimentali e a-generazionali
Fin dagli anni quaranta sono incominciate teorizzazioni e sperimentazioni su tipi particolari di reattori, utilizzanti fluidi di raffreddamento differenti e/o utilizzanti neutroni veloci anziché lenti (o termici) come quelli di 1ª e 2ª generazione. Alcune di queste sperimentazioni sono sfociate in prototipi o applicazioni militari o addirittura in prototipi di centrale come il Superphénix in Francia (metà anni settanta, partecipato al 30% anche dall'Italia), senza tuttavia dare i risultati sperati specialmente dal punto di vista di sicurezza e affidabilità.
La possibilità di produrre materiale fissile ha fatto riprendere il progetto, originariamente destinato a usi militari, dei reattori autofertilizzanti veloci o FBR (Fast Breeder Reactor). Questi producono di fatto più combustibile fissile di quello che usano essi stessi, sfruttando la reazione
238U + n -> 239U - e- -> 239Np - e- -> 239Pu che è un materiale fissile utilizzabile nel reattore. Questi reattori sono detti veloci in quanto non hanno moderatore (i neutroni emessi con spettro energetico veloce dalla fissione non sono rallentati) - vi è interesse ad aumentare quanto più possibile la produzione di neutroni per aumentare la reazione di fertilizzazione e quindi produrre più 239Pu. A questo scopo utilizzano come mezzo di raffreddamento un metallo liquido, solitamente sodio, che ha il vantaggio di essere liquido a pressione atmosferica fino a oltre 800 °C, e quindi non richiede complessi sistemi di pressurizzazione. A parte questo, il circuito secondario è simile a quello di un reattore PWR. Una particolarità sono gli elementi di combustibile, che utilizzano 235U ad alta concentrazione (15 % e più) o 239Pu, e sono avvolti da altri elementi in 238U appunto per produrre il nuovo combustibile.
Visto l'elevato costo di produzione del materiale fissile sono stati progettati anche sistemi per utilizzare in maniera più efficiente il materiale, tra questi ricordiamo il reattore UHTREX (Ultra High Temperature Reactor Experiment), il cui obiettivo era valutare se l'utilizzo di pellet non rivestiti per ridurre l'avvelenamento del materiale fissile, aumentando quindi la percentuale di combustibile utilizzabile, fosse sufficiente a controbilanciare i difetti legati alla maggiore contaminazione del circuito primario.
Tra i primi reattori progettati vi fu l'italiano PEC (Prova Elementi Combustibile), la cui costruzione sul sito del Brasimone nell'Appennino tosco-emiliano non fu mai terminata, che era funzionale al progetto Franco-Italo-Tedesco del Phénix, sfociato poi nella realizzazione del reattore NERD Superphénix di Creys-Malville.

### Reattore Autofertilizzante Veloce a Metallo Liquido (LMFBR)
Una delle possibili evoluzioni parzialmente già sperimentate (finora con scarso successo pratico) è l'uso di neutroni veloci anziché neutroni termici. L'uso dei neutroni veloci permette di rendere autofertilizzanti i reattori a uranio; peraltro, lo stesso obiettivo può essere raggiunto anche con neutroni termici utilizzando il torio al posto dell'uranio.
Tuttavia la ricerca ha ampiamente privilegiato i reattori a uranio per via della loro abbondante produzione di plutonio. A tal fine è stato necessario studiare reattori raffreddati con sostanze diverse dall'acqua e che non "moderassero" (frenassero) i neutroni, in particolare metalli liquidi.

#### Reattore LFR
In questo tipo di reattori il fluido refrigerante a contatto con il nocciolo è piombo, liquido per l'alta temperatura, anziché acqua (leggera o pesante) o un gas. Questo conferisce a questa classe di reattori alcune caratteristiche particolari:
- Migliore rendimento termodinamico: grazie all'elevata temperatura di ebollizione del piombo, il fluido refrigerante può trasportare elevate potenze termiche ad alte temperature, mantenendosi comunque liquido anche a pressioni molto basse, ossia di poco superiori a quella atmosferica. Le elevate temperature portano così a un rendimento maggiore in confronto ai reattori ad acqua, leggera o pesante.
- Schermo biologico ridotto: la maggiore densità del piombo scherma parzialmente le radiazioni, rendendo necessario uno schermo biologico meno spesso, problematico date anche le notevoli dimensioni del recipiente del reattore. Di contro il metallo viene in genere fortemente attivato dal bombardamento neutronico, con conseguenti rischi di esercizio e problemi di smaltimento.
- A talune condizioni, rende autofertilizzanti i reattori all'uranio.

#### Reattore SFR
In questi reattori il metallo usato come fluido refrigerante è in genere sodio liquido: il più famoso di questi è il reattore francese Superphénix, oggi dismesso per problemi tecnici.
Purtroppo il sodio ha alcune caratteristiche che ne rendono l'uso piuttosto pericoloso: è infiammabile a contatto con l'aria ed esplosivo a contatto con l'acqua. Questi aspetti ne rendono problematico l'uso in situazioni estreme come un reattore nucleare ma nonostante questo alcuni reattori di 4ª generazione ripropongono l'uso di questo refrigerante e il design del Superphenix.

#### Reattore IFR
L'IFR è un reattore nucleare autofertilizzante che utilizza la raffinazione elettrolitica sul posto per il riprocessamento delle scorie. Ne è stato costruito un prototipo, ma il progetto venne cancellato prima che potesse essere copiato altrove. Il programma ebbe inizio nel 1984, ma il Congresso degli Stati Uniti ritiró i fondi nel 1994, tre anni prima che il progetto potesse essere ultimato.

## Reattori di IV generazione
A fronte delle sperimentazioni passate, non sempre coronate da successo, di questi tipi di reattori, lo studio teorico di ulteriori evoluzioni è alla base delle proposte di un consorzio internazionale per la cosiddetta 4ª generazione. Questa raggruppa 6 possibili futuri reattori, peraltro senza comunque considerare tutte le strade effettivamente percorribili (ad esempio l'uso del torio in reattori di 3ª generazione oppure reattori sottocritici). Non è pertanto detto che uno dei reattori definiti di 4ª generazione possa essere l'evoluzione preferibile e/o attuabile a livello tecnico, ambientale ed economico.